# Heinz Schulthess
Heinz Schulthess (* 10. März 1939 in St. Gallen) ist ein Schweizer Unternehmer und ehemaliger Autorennfahrer.

## Karriere als Rennfahrer
Heinz Schulthess begann in den 1950er-Jahren mit dem Motorsport. Seinen ersten internationalen Einsatz hatte er bei der Mille Miglia 1953, wo er als Beifahrer auf einem Porsche 356 41. der Gesamtwertung wurde. Nachdem er in den 1960er-Jahren vor allem Bergrennen bestritten hatte, wandte er sich in den 1970er-Jahren dem Sportwagensport zu. Neben Starts bei Rennen, die keinen Meisterschaftsstatus hatten, fuhr er in der Deutschen Rennsport-Meisterschaft und in der Interserie.
Mitte der 1970er-Jahre engagierte er sich in der Sportwagen-Weltmeisterschaft und startete zweimal beim 24-Stunden-Rennen von Le Mans. Beide Einsätze, 1974 und 1975, endeten nach technischen Defekten an den Fahrzeugen vorzeitig. Bis zum Ende seiner Karriere gelangen ihm vier Gesamt- und zwei Klassensiege.

## Unternehmer
Nach dem Ende seiner Rennkarriere gründete Schulthess in Saint-Blaise NE, im Schweizer Kanton Neuenburg, ein Unternehmen, das Wohnwagen aus US-amerikanischer Produktion verkauft und vermietet.

## Statistik

### Le-Mans-Ergebnisse
| Jahr | Team                   | Fahrzeug  | Teamkollege    | Platzierung | Ausfallgrund      |
| ---- | ---------------------- | --------- | -------------- | ----------- | ----------------- |
| 1974 | Michel Dupont Scato    | Lola T284 | Michel Lateste | Ausfall     | Motorschaden      |
| 1975 | Racing Team Schulthess | Lola T284 | Hervé Bayard   | Ausfall     | Chassis gebrochen |

### Einzelergebnisse in der Sportwagen-Weltmeisterschaft
| Saison | Team                              | Rennwagen   | 1   | 2   | 3   | 4   | 5   | 6   | 7   | 8   | 9   | 10  | 11  | 12  | 13  | 14  |
| ------ | --------------------------------- | ----------- | --- | --- | --- | --- | --- | --- | --- | --- | --- | --- | --- | --- | --- | --- |
| 1953   |                                   | Porsche 356 | SEB | MIM | LEM | SPA | NÜR | RTT | CAP |     |     |     |     |     |     |     |
| 1953   | 41                                | Porsche 356 |     |     |     |     |     |     |     |     |     |     |     |     |     |     |
| 1974   | Team Gulf Switzerland             | Lola T284   | MON | SPA | NÜR | IMO | LEM | ZEL | WAT | LEC | BRH | KYA |     |     |     |     |
| 1974   | Team Gulf Switzerland             | Lola T284   |     |     |     |     | DNF |     |     | DNF |     | DNF |     |     |     |     |
| 1975   | Heinz Schulthess Gulf Switzerland | Lola T284   | DAY | MUG | DIJ | MON | SPA | PER | NÜR | ZEL | WAT |     |     |     |     |     |
| 1975   | Heinz Schulthess Gulf Switzerland | Lola T284   |     |     | 21  | DNF |     |     |     |     |     |     |     |     |     |     |
| 1976   | Heinz Schulthess                  | Lola T284   | MUG | VAL | NÜR | MON | SIL | IMO | NÜR | ZEL | PER | WAT | MOS | DIJ | DIJ | SAL |
| 1976   | Heinz Schulthess                  | Lola T284   |     |     |     |     |     |     |     |     |     |     | DNF |     |     |     |